# Shingo Arizono
Shingo Arizono (japanisch 有薗 真吾 Arizono Shingo; * 4. Dezember 1985 in der Präfektur Kagoshima) ist ein japanischer Fußballspieler.

## Karriere
Arizono erlernte das Fußballspielen in der Universitätsmannschaft der Fukuoka University of Economics. Seinen ersten Vertrag unterschrieb er 2009 bei Thespa Kusatsu (heute: Thespakusatsu Gunma). Der Verein spielte in der zweithöchsten Liga des Landes, der J2 League. Für den Verein absolvierte er 97 Ligaspiele. 2016 wechselte er zum Ligakonkurrenten FC Machida Zelvia. Für den Verein absolvierte er fünf Ligaspiele. 2017 wechselte er zum Drittligisten Blaublitz Akita. Für den Verein absolvierte er 32 Ligaspiele. 2018 wechselte er zum Ligakonkurrenten Giravanz Kitakyushu. Für den Verein absolvierte er 22 Ligaspiele.